# Edukacja w Płocku
Początki edukacji w Płocku sięgają średniowiecza. Najstarszą szkołą w mieście i jedną z najstarszych w całej Polsce jest Liceum Ogólnokształcące im. Marszałka Stanisława Małachowskiego.

## Żłobki i przedszkola
- 3 publiczne żłobki (numery od 1 do 4)
- 26 publicznych przedszkoli (numery od 1 do 37).
- „Modrzewiowa” Przedszkole Niepubliczne Anna Zych

## Szkoły podstawowe
W mieście znajduje się 18 szkół podstawowych:
- Szkoła Podstawowa Nr 1 im. Braci Jeziorowskich
- Szkoła Podstawowa Nr 2 im. Książąt Mazowieckich
- Szkoła Podstawowa Nr 3 im. Kornela Makuszyńskiego
- Szkoła Podstawowa Nr 5 im. Władysława Broniewskiego
- Szkoła Podstawowa Nr 8 im. Aleksandra Macieszy
- Szkoła Podstawowa Nr 9 w Specjalnym Ośrodku Szkolno-Wychowawczym Nr 1 im. ks. Jana Twardowskiego
- Szkoła Podstawowa Nr 11 im. Bolesława Chrobrego
- Szkoła Podstawowa Nr 12 im. Miry Zimińskiej-Sygietyńskiej
- Szkoła Podstawowa Nr 13 im. Jana Brzechwy
- Szkoła Podstawowa Nr 15 im. św. Franciszka z Asyżu
- Szkoła Podstawowa Nr 16 im. Mikołaja Kopernika
- Szkoła Podstawowa Nr 17 im. Tadeusza Kościuszki
- Szkoła Podstawowa Nr 18 im. Jana Zygmunta Jakubowskiego
- Szkoła Podstawowa Nr 20 im. Władysława Broniewskiego
- Szkoła Podstawowa Nr 21 im. Fryderyka Chopina
- Szkoła Podstawowa z Oddziałami Integracyjnymi Nr 22 im. Janusza Korczaka
- Szkoła Podstawowa z Oddziałami Integracyjnymi Nr 23 im. Armii Krajowej
- II Prywatna Szkoła Podstawowa Z.O.K „Profesor”
- Niepubliczna szkoła podstawowa Cogito

## Gimnazja (zlikwidowane w 2017)
- Gimnazjum Nr 1
- Gimnazjum Nr 2 im. Orląt Lwowskich
- Gimnazjum Nr 3 im. Jana Pawła II
- Gimnazjum Nr 4 im. Obrońców Płocka 1920 roku
- Gimnazjum Nr 5 im. Zygmunta Padlewskiego
- Gimnazjum Nr 6 im. prof. Władysława Szafera
- Gimnazjum Nr 7 w Specjalnym Ośrodku Szkolno-Wychowawczym Nr 1 im. ks. Jana Twardowskiego
- Gimnazjum z Oddziałami Integracyjnymi Nr 8
- Gimnazjum Nr 10 w Zespole Szkół Nr 2
- Gimnazjum Nr 13 w Zespole Szkół Nr 3
- Gimnazjum Nr 14 w Zespole Szkół Nr 6
- Gimnazjum w Zespole Szkół Technicznych
- I Niepubliczne Gimnazjum Z.O.K „Profesor”
- Gimnazjum dla dorosłych w Centrum Kształcenia Ustawicznego

## Zespoły szkół
Istnieje kilkadziesiąt zespołów szkół, m.in.:
- Centrum Kształcenia Ustawicznego w Płocku
- Zespół Szkół Nr 1 (IV LO im. Bolesława Krzywoustego; Gimnazjum Nr 1; Szkoła Podstawowa Nr 2 im. Książąt Mazowieckich)
- Zespół Szkół Nr 2 (Szkoła Podstawowa nr 21; Gimnazjum Nr 10)
- Zespół Szkół Nr 5 (VII Liceum Ogólnokształcące; Gimnazjum Nr 8; Szkoła Podstawowa Nr 8 im. Aleksandra Macieszy)
- Zespół Szkół Nr 6 (Liceum Ogólnokształcące im. Władysława Jagiełły; Gimnazjum Nr 14) („Jagiellonka”)
- Zespół Szkół Zawodowych im. Marii Skłodowskiej-Curie („Elektryk”)
- Zespół Szkół Usług i Przedsiębiorczości im. Abpa A. J. Nowowiejskiego
- Zespół Szkół Budowlanych Nr 1 („budowlanka”)
- Zespół Szkół Technicznych („Siedemdziesiątka”)
- Zespół Szkół Ekonomiczno-Kupieckich im. Ludwika Krzywickiego („Ekonomik”)
- Zespół Szkół Ogólnokształcących Specjalnych Nr 7
- Zespół Szkół Centrum Edukacji im. Ignacego Łukasiewicza w Płocku (V LO; Technikum Chemiczne) („Chemik”)
- Zespół Szkół im. Leokadii Bergerowej

## Licea ogólnokształcące
- Liceum Ogólnokształcące im. Marszałka Stanisława Małachowskiego
- Liceum Ogólnokształcące im. Władysława Jagiełły
- III Liceum Ogólnokształcące im. Marii Dąbrowskiej
- IV Liceum Ogólnokształcące z Oddziałami Integracyjnymi im. Bolesława Krzywoustego
- V Liceum Ogólnokształcące im. Ignacego Łukasiewicza
- VII Liceum Ogólnokształcące w Zespole Szkół Nr 5
- Akademickie Liceum Ogólnokształcące przy PWSZ w Płocku
- Prywatne Liceum Ogólnokształcące Z.O.K. „Profesor”
- Liceum Ogólnokształcące Stowarzyszenia Oświatowców Polskich im. Księdza-Poety Jana Twardowskiego
- Liceum Ogólnokształcące Płockiego Towarzystwa Oświatowego
- I Prywatne Liceum Plastyczne im. Władysława Drapiewskiego
- Katolickie Liceum Ogólnokształcące im. św. Stanisława Kostki (dawniej Niższe Seminarium Duchowne Diecezji Płockiej)

## Uczelnie
- Politechnika Warszawska – Szkoła Nauk Technicznych i Społecznych
- Akademia Mazowiecka w Płocku
- Szkoła Wyższa im. Pawła Włodkowica w Płocku
- Uniwersytet Kardynała Stefana Wyszyńskiego w Warszawie – Punkt Konsultacyjny
- Uniwersytet Warszawski – Punkt Konsultacyjny
- Wydział Mazowieckiego Samorządowego Centrum Doskonalenia Nauczycieli
- Wyższe Seminarium Duchowne